# Кубок Португалії з футболу 2009—2010
Кубок Португалії з футболу 2009–2010 — 70-й розіграш кубкового футбольного турніру в Португалії. Титул вдруге поспіль здобув Порту.

## Календар
| Раунд        | Дата матчів                      | Матчі | Клуби     |
| ------------ | -------------------------------- | ----- | --------- |
| Перший раунд | 30 серпня 2009                   | 60    | 172 → 112 |
| Другий раунд | 12-13 вересня 2009               | 48    | 112 → 64  |
| 1/32 фіналу  | 17 жовтня - 4 листопада 2009     | 32    | 64 → 32   |
| 1/16 фіналу  | 22 листопада 2009 - 2 січня 2010 | 16    | 32 → 16   |
| 1/8 фіналу   | 20-24 січня 2010                 | 8     | 16 → 8    |
| 1/4 фіналу   | 2-4 лютого 2010                  | 4     | 8 → 4     |
| 1/2 фіналу   | 23-24 березня/13-14 квітня 2010  | 4     | 4 → 2     |
| Фінал        | 16 травня 2010                   | 1     | 2 → 1     |

## 1/32 фіналу
| Команда 1              | Рахунок      | Команда 2                 |
| ---------------------- | ------------ | ------------------------- |
| 17 жовтня 2009         |              |                           |
| Валенсіану (4)         | 1:1 пен. 4:2 | Ольяненсе                 |
| Спортінг (Ковілья) (2) | 0:1          | Брага                     |
| Варзін (2)             | 1:2          | Насьйонал                 |
| Монсанто (3)           | 0:6          | Бенфіка                   |
| Порту                  | 4:0          | Сертаненсі (3)            |
| 18 жовтня 2009         |              |                           |
| Аліадуш Лорделу (3)    | 2:0 дч       | Машіку (4)                |
| Тондела (3)            | 1:2          | Олівейренсе (2)           |
| Сінфайнш (4)           | 1:1 пен. 1:3 | Пескадоріш (3)            |
| Леса (4)               | 0:3          | Шавеш (2)                 |
| Уніау да Серра (3)     | 3:2          | Коїмбруш (4)              |
| Бейра-Мар (2)          | 4:0          | Торре де Монсорво (4)     |
| Оейраш (4)             | 6:1          | Операріу (3)              |
| Сінтренсі (4)          | 0:0 пен. 2:3 | Піньялновенсі (3)         |
| Тірсенсе (3)           | 1:0          | Олівейра-ду-Байрру (3)    |
| Фреамунде (2)          | 3:0          | Каррегаду (2)             |
| Академіка              | 2:1          | Портімоненсі (2)          |
| Пасуш ді Феррейра      | 3:1          | Мінейру Алжуштреленсі (4) |
| Лейшойш                | 2:1          | Каса Пія (4)              |
| Мереліненсі (3)        | 1:2          | Уніау Лейрія              |
| Белененсеш             | 3:1          | Орієнтал (Лісабон) (3)    |
| Навал                  | 1:0 дч       | Падруенсі (3)             |
| Атлетіку (Лісабон) (3) | 0:2          | Віторія (Сетубал)         |
| Уніау Мадейра (3)      | 2:0          | Алкайнш (4)               |
| Канісенсі (4)          | 1:4          | Вігор Мосідаді (4)        |
| Фатіма (2)             | 3:0          | Віла Мея (4)              |
| Камаша (3)             | 3:1          | Паредеш (3)               |
| Санта-Клара (2)        | 2:1          | Марітіму                  |
| Віторія (Гімарайнш)    | 3:1          | Фейренсі (2)              |
| Ріу Аве                | 2:1          | Ешморіш (3)               |
| Жил Вісенте (2)        | 6:1          | Нелаш (4)                 |
| Спортінг (Лісабон)     | 3:0          | Пенафієл (2)              |
| 4 листопада 2009       |              |                           |
| Вієйра (3)             | 0:1 дч       | Мафра (3)                 |

## 1/16 фіналу
| Команда 1           | Рахунок       | Команда 2           |
| ------------------- | ------------- | ------------------- |
| 22 листопада 2009   |               |                     |
| Валенсіану (4)      | 0:1           | Белененсеш          |
| Мафра (3)           | 1:1 пен. 3:2  | Уніау Мадейра (3)   |
| Ріу Аве             | 1:0           | Санта-Клара (2)     |
| Тірсенсе (3)        | 0:0 пен. 9:10 | Пасуш ді Феррейра   |
| Академіка           | 1:1 пен. 2:4  | Бейра-Мар (2)       |
| Шавеш (2)           | 2:0           | Уніау да Серра (3)  |
| Камаша (3)          | 1:0           | Вігор Мосідаді (4)  |
| Аліадуш Лорделу (3) | 1:0           | Лейшойш             |
| Оейраш (4)          | 1:2           | Піньялновенсі (3)   |
| Фреамунде (2)       | 2:2 пен. 5:4  | Уніау Лейрія        |
| Навал               | 3:2 дч        | Жил Вісенте (2)     |
| Насьйонал           | 0:0 пен. 4:3  | Фатіма (2)          |
| Пескадоріш (3))     | 1:4           | Спортінг (Лісабон)  |
| Брага               | 3:0           | Віторія (Сетубал)   |
| Бенфіка             | 0:1           | Віторія (Гімарайнш) |
| 2 січня 2010        |               |                     |
| Олівейренсе (2)     | 0:2           | Порту               |

## 1/8 фіналу
| Команда 1           | Рахунок       | Команда 2           |
| ------------------- | ------------- | ------------------- |
| 20 січня 2010       |               |                     |
| Камаша (3)          | 0:1           | Піньялновенсі (3)   |
| Аліадуш Лорделу (3) | 0:1           | Навал               |
| Насьйонал           | 1:2           | Пасуш ді Феррейра   |
| Спортінг (Лісабон)  | 4:3           | Мафра (3)           |
| Ріу Аве             | 2:2 пен. 4:2  | Віторія (Гімарайнш) |
| Фреамунде (2)       | 1:3           | Брага               |
| Белененсеш          | 2:2 пен. 9:10 | Порту               |
| 24 січня 2010       |               |                     |
| Шавеш (2)           | 1:0           | Бейра-Мар (2)       |

## 1/4 фіналу
| Команда 1         | Рахунок      | Команда 2          |
| ----------------- | ------------ | ------------------ |
| 2 лютого 2010     |              |                    |
| Порту             | 5:2          | Спортінг (Лісабон) |
| 3 лютого 2010     |              |                    |
| Піньялновенсі (3) | 1:3          | Навал              |
| Брага             | 0:0 пен. 5:6 | Ріу Аве            |
| 4 лютого 2010     |              |                    |
| Пасуш ді Феррейра | 1:2          | Шавеш (2)          |

## 1/2 фіналу
| Команда 1                 | Заг. | Команда 2 | 1-й матч | 2-й матч |
| ------------------------- | ---- | --------- | -------- | -------- |
| 23 березня/13 квітня 2010 |      |           |          |          |
| Шавеш (2)                 | 3:1  | Навал     | 1:0      | 2:1 дч   |
| 24 березня/14 квітня 2010 |      |           |          |          |
| Ріу Аве                   | 1:7  | Порту     | 1:3      | 0:4      |

## Фінал
| 16 травня 2010 19:00 (EEST) |

| Шавеш        | 1:2      | Порту                  |
| ------------ | -------- | ---------------------- |
| Клементе 86' | Протокол | Гуарін 13' Фалькао 23' |

| Національний стадіон (Жамор), Оейраш Глядачів: 28 000 Арбітр: Педру Пруенса |